# Bertrand Van Effenterre
Bertrand Van Effenterre (Paris, 2 de março de 1946) é um cineasta, roteirista e produtor cinematográfico francês.